# リーアン・インファンテ
リーアン・インファンテ（英：Leanne Infante、1993年7月18日 - ）は、イングランドの女子ラグビーユニオン選手。

## プロフィール
- イングランド出身[1]。
- ポジションはスクラムハーフ（SH）。
- 身長 172cm、体重 65kg
- 女子イングランド代表キャップは50（2022年12月現在）。
- 2017年W杯の女子イングランド代表に選ばれた[2]。

## 略歴
2022年、ラグビーワールドカップ2021の女子イングランド代表に選ばれて、レッド・ローズ2大会連続準優勝に貢献。